# Pokémon Yellow
|  | Sammenskrivningsforslag Artiklen Pokémon Yellow er foreslået føjet ind i Pokémon Red og Blue. (Siden februar 2023) Diskutér forslaget |

Pokémon Yellow Version: Special Pikachu Edition, (ポケットモンスターピカチュウ Poketto Monsutā Pikachū), bedre kendt under navenet Pokémon Yellow Version, er et rollespil udviklet af Game Freak, udgivet af The Pokémon Company, og distribueret af Nintendo til GameBoy. Det er en opdateret udgave af Pokémon Red og Blue, løst baseret på TV-serien, og er en del af Pokemon-spilseriens første generation. Sammen med udgivelsen af Pokémon Yellow blev en gul særudgave af Game Boy Color-konsollen med Pokémon-tema udgivet.
Den 27. februar 2016 blev Pokémon Crystal genudgivet i hele verden via Nintendo 3DS Virtual Console
Nintendo Switch-spillene Pokémon: Let's Go, Pikachu! og Let's Go, Eevee! er remakes af Pokémon Yellow og blev udgivet over hele verden i 2018 på tyveårsdagen for Pokémon Yellow's udgivelse i Japan.

## Kontekst og historie
Ligesom Pokémon Red og Blue finder Yellow sted i Kanto-regionen, der far forskellige habitater for 151 unikke Pokémon-arter. Spillerens mål forbliver også de samme, skønt der findes adskillige forskelle. For eksempel får spilleren ikke en mulighed for at vælge én af tre starter-Pokémon i starten af spillet. I stedet bliver en vild Pikachu, som Professor Oak fanger, spillerens starter-Pokémon, mens spillerens rival tager en Eevee. Handlingen er løst baseret på Indigo League-sagaen af TV-serien, og inkluderer figurer, der ikke var med i tidligere spil eller har fået deres design ændret, for at ligne TV-seriens modpart, for eksempel Jessie, James, Meowth, Nurse Joy og Officer Jenny. I stil med TV-serien nægter Pikachu at udvikle sig. Spillerne har også muligheden for at skaffe de originale tre starter-Pokémon. Som spilleren rejser rundt, fortsætter de gradvist med at fange Pokémon, der registreres i deres Pokédex, og som de bruger til at besejre de otte Gym Leaders, hvorefter man kan udfordre Elite Four, alt imens man samtidig kæmper mod Team Rocket, en bande, der har dedikeret sig til at bruge Pokémon for egen vindings skyld og for at skaffe sig magt. Når spilleren møder Elite Four, har spilleren haft muligheden for at fange 149 Pokémon-arter; efter at man har besejret Elite Four, kan man komme ind i Cerulean Cave, hvor Mewtwo, den endelige Pokémon man kan fange på normal vis i spillet, kan findes, kæmpes mod og fanges. Den sidste Pokémon i Pokédex'et, Mew, kan ikke fanges under almindeligt omstændigheder, dog kan man udnytte en glitch i spillet, som gør dette muligt. 